# Cordula Artelt
Cordula Artelt ist eine deutsche Bildungsforscherin. Seit Februar 2019 ist sie W3-Professorin für Bildungsforschung im Längsschnitt an der Otto-Friedrich-Universität Bamberg, Direktorin des Leibniz-Instituts für Bildungsverläufe (LIfBi) und Leiterin des Nationalen Bildungspanels (NEPS). 

## Akademischer und beruflicher Werdegang
Cordula Artelt studierte Psychologie an der FU Berlin (Diplom 1994). Es folgte ein Promotionsstudium an der Universität Potsdam (Dr. phil. im Fach Psychologie 1999), sowie wissenschaftliche Tätigkeiten am Lehrstuhl für Psychologische Didaktik der Universität Potsdam (1994 – 1999 bei Joachim Lompscher) sowie am Max-Planck-Institut für Bildungsforschung in Berlin (1999 – 2005 bei Jürgen Baumert). Im Wintersemester 2004/2005 vertrat sie den Lehrstuhl für Pädagogische Psychologie an der Universität Potsdam. 2005 habilitierte sie in den Fächern Psychologie und Empirische Bildungsforschung, bevor sie Lehrstuhlinhaberin (W3) für Empirische Bildungsforschung an der Universität Bamberg (2005 – 2019) wurde. Von April 2017 bis Januar 2019 war sie Leiterin der Abteilung 1 (Kompetenzen, Persönlichkeit, Lernumwelten) am Leibniz-Institut für Bildungsverläufe (LIfBi) an der Otto-Friedrich-Universität Bamberg. Im April 2019 wurde sie Direktorin des LIfBi und Projektleiterin des Nationalen Bildungspanels (NEPS). Zeitgleich übernahm sie den Lehrstuhl (W3) für Bildungsforschung im Längsschnitt an der Otto-Friedrich-Universität Bamberg.
2022 wurde Artelt in die Bayerische Akademie der Wissenschaften gewählt.

## Forschungsschwerpunkte
Zu ihren Forschungsinteressen zählen Textverstehen und Lesekompetenz, Metakognition und selbstreguliertes Lernen, digitale Kompetenzen, Methoden von Large Scale Assessments, Diagnostik und diagnostische Kompetenzen von Lehrkräften.

## Schriften (Auswahl)
- Strategisches Lernen. Münster 2000, ISBN 3-89325-793-4.
- mit Thomas Riecke-Baulecke: Bildungsstandards. Fakten, Hintergründe, Praxistipps. München 2004, ISBN 3-486-91304-2.
- als Herausgeberin: Das Lernen lernen. Voraussetzungen für lebensbegleitendes Lernen. Ergebnisse von PISA 2000. Internationale Schulleistungsstudie PISA. Paris 2004, ISBN 92-64-10603-0.
- als Herausgeberin mit Barbara Moschner: Lernstrategien und Metakognition. Implikationen für Forschung und Praxis. Münster 2005, ISBN 3-8309-1514-4.

Weitere Publikationen siehe (Link)